# Danielle Bunten Berry
Danielle Bunten Berry (Dan Bunten) (Saint Louis, Missouri, 1949. február 19. – Little Rock, Arkansas, 1998. július 3.) egy számítógépes játékfejlesztő volt, a többjátékos mód professzionális megalkotója, a M.U.L.E. és a Seven Cities of Gold című játékok készítője. Az Electronic Arts létrejötténél is jelen volt. 1992-ben nem-átalakító műtétet végeztek el rajta, attól kezdve élete végéig nőként élt.

## Élete
Bunten St. Louis-ban született 1949-ben, ám középiskolás korában Arkansasba, Little Rock-ba költöztek. Itt kezdett el először hobbiszinten foglalkozni a számítógépekkel, főként szöveges játékokat írt. 1978-ban jelent meg csapatának, az Ozark Software-nek első játéka Apple II-re, ez volt a tőzsdeszimulátor "Wheelers Dealers". A játékhoz egyedi kialakítású kontrollert is mellékeltek, amely jelentősen megemelte a termék árát, amellett a témaválasztás sem volt túl szerencsés – így esett, hogy a játék mindössze 50 példányban fogyott el.
Ezután újabb játék fejlesztésébe, a szöveges amerikaifutball-szimulátorba, a "Computer Quarterback"-be kezdtek. A játékot az SSI adta ki, és ez hozta meg először a népszerűséget Buntennek. Ez felkeltette egy üzletember, név szerint Trip Hawkins érdeklődését, aki a teljes fejlesztői szabadság és egyéb kedvezmények ígéretével elcsábította Buntent épp akkor alapított, Electronic Arts nevű cégéhez. Első játéka a cégnél az eredetileg Atari 800-asra írt M.U.L.E. volt, mely hatalmas sikerének köszönhetően Commodore 64-re is megjelent. A játékban egy ismeretlen bolygót kellett kolonizálni, robotok segítségével, megküzdve a zord körülményekkel és egymással. Második programja a "Seven Cities of Gold" lett, mely üzletileg is hatalmas siker volt. Kizárólag egyszemélyes játékmódban működött, témája pedig az Újvilág meghódítása volt. Ekkoriban Bunten az Avalon Hill klasszikus társasjátékát, a Civilizationt szerette volna számítógépre vinni, de helyette az EA a Seven Cities of Gold folytatását várta el tőle. Így készült el a "Heart of Africa", mely szintén nagy siker lett.
Ezután következett a kizárólag többjátékos módra kihegyezett, társasjáték-kártyajáték kombinációval fémjelzett, és hatalmasat bukott Robot Rascals, mely mindössze 9000 példányban kelt el. Ennek köszönhetően az EA részéről megfogalmazódott az elvárás egy új M.U.L.E. felé. Bunten ígéretet tett arra, hogy megkezdi kutatásait a témában. Ennek végeredménye lett az 1988-as Modem Wars, mely első PC-re írt játéka volt, és gyakorlatilag az első igazán népszerű multiplayer játék is.
Bunten ezután otthagyta az EA-t, és átigazolt a MicroProse csapatához, ahol Sid Meierrel közösen ugyanazt a témát, a Civilizationt szerették volna játékká formálni. Végül Bunten engedett, és helyette egy másik társasjátékból, az Axis&Allies-ból csinált nagyszerű stratégiai játékot, ez lett a Command HQ. A játék nagy siker lett, akárcsak folytatása, az 1992-es Global Conquest. Ezután Bunten eltűnt a nyilvánosság elől. Még ugyanabban az évben nem-átalakító műtétet végeztek rajta, és már mint nő jelent meg az 1993-as Game Developers Conference-en. Később állítólag megbánta ezt a döntését. Soha többé nem tért vissza a klasszikus játékfejlesztői világba, helyette először kifejezetten női játékosokat megcélzó kutatásokban vett részt, majd Warsport néven modernizálta és az internetre portolta a Modem Warst. A M.U.L.E. internetre portolása közben érte a hír, hogy valószínűleg erős dohányzása miatt tüdőrák alakult ki nála. Még átvette 1998-ban a Game Developers Conference életműdíját, de pár hónapra rá elhunyt.
Az Electronic Arts többszörösen is adózott emléke előtt: 2000-ben a The Sims, 2008-ban pedig a Spore stáblistájában bukkant fel a neve. 2007-ben az Interaktív Művészetek és Tudományok Akadémiája beválasztotta őt a Halhatatlanok Csarnokába.

## Fejlesztései
- Wheelers Dealers (1978)
- Computer Quarterback (1980)
- Cartels and Cutthroats (1981)
- Cryton Masters (1982)
- M.U.L.E. (1983)
- Seven Cities of Gold (1984)
- Heart of Africa (1985)
- Robot Rascals (1986)
- Modem Wars (1988)
- Command HQ (1990)
- Global Conquest (1992)
- Warsport (1997)

## Híres mondásai
- "Még soha senki nem mondta azt a halálos ágyán, hogy "ó, bárcsak több időt töltöttem volna a számítógépem előtt ülve, egyedül..." A multiplayer a játékvilágnak az a kis része, amelyet még nem fertőzött meg a pénzvilág, amelyikre nem tették rá a kezüket a hollywoodi nagyemberek, amelyikről még el tudom hitetni magammal, hogy igazán interaktív médium, új út a szórakoztatásban, és nem olyan sivár kulturális szemétdomb, mint például a filmek, a TV, vagy a könnyűzene világa."
- "Egy eladott játékból kb. két dollár üti a fejlesztők markát. Ha tehát kalózmásolatban van meg valamelyik programom, és úgy érzed, megloptál, küldj nekem két dolcsit, és felejtsd el a lelkiismeret-furdalást!"